# Ferdinand Claussen
Ferdinand Claussen, auch Ferdinand Claußen (* 7. Juli 1899 in Mölln; † 9. Januar 1971) war ein deutscher Mediziner, Rassenhygieniker und Hochschullehrer zur Zeit des Nationalsozialismus.

## Leben
Claussen bestand nach dem Gymnasialbesuch in Ratzeburg 1917 das Abitur und nahm anschließend als Soldat am Ersten Weltkrieg teil. Nach Kriegsende absolvierte er ein Studium der Medizin an den Universitäten Hamburg, München, Leipzig und Kiel. Ab 1922 war er an der Physiko-Chemischen Abteilung der Universität Kiel tätig. Claussen promovierte in Kiel 1924 mit der Dissertation „Über eine klinisch brauchbare Methode zur Quellungsdruckmessung im Blut“ zum Dr. med. und publizierte mit H. Schade sen. zur „Molekularpathologie der Entzündung“ und dem „Onkotischen Druck“. Ab 1927 war er als Assistenz- und später Oberarzt an der I. Münchner Medizinischen Klinik tätig, wo er 1932 mit der Schrift „Über die Diurese der Herzkranken“ habilitiert wurde.
Claussen trat zum 1. Mai 1933 der NSDAP bei (Mitgliedsnummer 3.203.624). Zudem gehörte er der SA und dem NSDÄB an. Claussen war ab 1935 in Frankfurt am Main als Oberarzt unter Otmar Freiherr von Verschuer am dortigen Institut für erbbiologische Forschung beschäftigt und war dort zusätzlich Dozent der Fächer Innere Medizin, Erbbiologie und Rassenhygiene.
Claussen war ab 1939 a.o. Professor für Erbbiologie an der Universität zu Köln und Direktor des dortigen Instituts für Erbbiologie und Rassenhygiene, das im Frühjahr 1940 eingeweiht wurde.

„Die Erbbiologie läßt an der Völkergeschichte die ungeheure Bedeutung der Rassenmischung erkennen. Sie liegt noch besonders, wie unser Volk erfahren hat, in der Existenz des jüdischen Volkes, dessen Lebensform ein wurzelloses Parasitentum ist.“

Claussens Forschungsschwerpunkt lag auf der Erbpathologie innerer Erkrankungen. 1940 wurde Claussen als Arzt zur Wehrmacht eingezogen. Während seiner kriegsbedingten Abwesenheit während des Zweiten Weltkriegs wurde Claussen als Institutsdirektor von Wolfgang Bauermeister vertreten. Eine von der Universität Frankfurt 1942 vorgesehene Nachfolge Verschuers durch Claussen kam nicht zustande.
Nach Kriegsende konnte Claussen seine  Tätigkeit als Hochschullehrer nicht fortsetzen. Er leitete von 1948 bis 1964 die Innere Abteilung des Krankenhauses Waldbröl. Claussen starb am 9. Januar 1971 an einem Herzinfarkt.